# Philinosz (történetíró)
Philinosz (Kr. e. 2. század) görög történetíró
Életéről mindössze annyit tudunk, hogy Agrigentumból származott, s Polübiosz szerint Servius Fabius Pictor mellett műve fő forrása volt az első pun háborúnak.